# Чероне, Пьетро
Пьетро Черо́не (итал. Pietro Cerone; 1566, Бергамо — 1625, Неаполь) — итальянский теоретик музыки.
Служил певчим при испанском дворе в Неаполе и на Сардинии (в Ористано). В 1592 году переехал в Мадрид, где служил певчим в королевской капелле Филиппа II и (позже) Филиппа III. Около 1603 года вернулся в Неаполь, где служил и преподавал (с 1609 года) пение в церкви Благовещения Пресвятой Богородицы (Сантиссима-Аннунциата), с 1610 — в неаполитанской капелле испанского короля. В 1609 году опубликовал трактат «Самые необходимые правила для начального изучения плавного распева» (Le regole più necessarie per l'introduttione del canto fermo). В 1613 году в Неаполе увидел свет один из самых масштабных (за всю истории музыкальной науки) трактатов «Композитор и наставник: трактат о музыке теоретической и практической» (El melopeo y Maestro: tractado de música theorica y pratica) Чероне, написанный на испанском языке. По своим взглядам Чероне — явный консерватор. Его основные авторитеты — Жоскен, Чиприано де Роре, Палестрина, Лассо. Итальянский авангард (например, хорошо известный в то время в Неаполе Джезуальдо) на страницах этого гигантского труда не нашёл никакого отражения.
Несмотря на многие фактологические неточности, консервативный взгляд и компилятивный характер, «Композитор и наставник» Чероне представляет большую ценность для историков музыки и музыкальной науки; среди прочего, трактат содержит систематический обзор различных техник композиции в музыке XVI века. Из-за своего объёма (849 глав, 1160 страниц) этот труд до сих пор не переведен ни на один современный язык.